# Saison 3 des Médicis : Maîtres de Florence
Chronologie
Saison 2
Cet article présente le guide des épisodes de la troisième et dernière saison de la série télévisée italo-britannique Les Médicis : Maîtres de Florence
Cette saison est intitulée : Power and Beauty.

## Distribution
- Sarah Parish (VF : Ivana Coppola) : Lucrezia de Médicis
- Daniel Sharman (VF : Clément Moreau) : Lorenzo de Médicis
- Bradley James (VF : Hervé Rey) :  Giuliano de Médicis
- Synnove Karlsen (VF : Anne Tilloy) : Clarisse Orsini
- Sebastian de Souza (VF : Mathias Timsit) : Sandro Botticelli
- Toby Regbo : Peruzzi
- John Lynch : Le Pape Sixte IV
- Rose Williams : Caterina Sforza Riario
- Alessandra Mastronardi (VF : Nathalie Bienaimé) : Lucrezia Donati
- Callum Blake (VF : Fabrice Fara) : Carlo de' Medici
- William Franklyn Miller : Giovanni De Médicis
- Louis Partridge : Piero De Médicis
- Jacob Dudman : Giulio De Médicis
- Grace O'Leary : Maddalena De Médicis

## Liste des épisodes

### Épisode 1:Le survivant
- Italie : 2 décembre 2019 sur Rai 1
- États-Unis : 1er mai 2020 sur Netflix
- France : 9 avril 2020 sur Altice Studio

- Italie : 4,84 millions de téléspectateurs[1]

1478, campagne florentine. Fioretta Gorini, amante de Giuliano de' Medici, est tuée par Ricci, un soldat de l'armée papale qui recherche son fils Giulio dans le but de l'enlever, même si, heureusement, l'enfant a déjà été fait fuir par la femme de le sous-sol de leur maison et confié à un certain Père Timothée. Lorenzo, dont la vengeance n'est pas encore achevée, observe Botticelli peindre sur les murs de la Loggia della Signoria les effigies des participants à la conspiration Pazzi, certains pendus par la gorge tandis que les fugitifs pendaient par les pieds. Le pape Sixte IV déclare la guerre à Florence, excommuniant Laurent le Magnifique et frappant Florence avec l'interdit papal, tandis que son neveu Girolamo Riario rapporte aux Médicis qu'en échange de la paix, Sa Sainteté exige que Lorenzo vienne à Rome pour implorer pardon pour ses péchés. (c'est-à-dire pour avoir pendu Francesco Salviati dans ses robes sacrées). Lorenzo, craignant d'être tué à Rome, ne va pas chez le Pape et demande le soutien des prieurs de Florence et, étant allé à l'église, obtient de précieux conseils d'un certain Girolamo Savonarola.
Le père Timoteo emmène ensuite le petit Giulio au Palais Médicis : l'accueil de l'enfant est d'abord très froid, surtout de la part de Lorenzo, car il ne croit pas être le fils de Giuliano, mais la grand-mère Lucrezia prendra soin de lui avec amour ; l'enfant est alors reconnu comme Médicis lorsqu'il montre à son oncle l'anneau familial distinctif. Lorenzo écrit toujours à son cousin Carlo, toujours emprisonné par le pape, pour arriver à la décision de libérer le cardinal Raffaele Riario, un autre neveu du pape Sixte. Girolamo Riario, quant à lui, propose à son oncle le pape de demander de l'aide à l'armée napolitaine pour vaincre les Médicis ; Raffaele, libéré, leur apporte une proposition indécente de Lorenzo : la restitution des territoires que l'État pontifical a dû céder à Florence au cours des vingt dernières années en échange de l'aveu de l'implication de Sixte IV dans la conspiration Pazzi. Le Pape se sent offensé par cette proposition, réfléchit à la possibilité d'impliquer l'armée napolitaine et décide alors de libérer Carlo.

### Épisode 2:La dissolution
- Italie : 2 décembre 2019 sur Rai 1
- États-Unis : 1er mai 2020 sur Netflix
- France : 9 avril 2020 sur Altice Studio

- Italie : 4,00 millions de téléspectateurs[1]

La guerre entre Florence et l'État pontifical fait rage depuis quelques mois aux alentours de la ville et l'armée florentine, dirigée par le mercenaire Guiscardi, est complètement débordée. L'État pontifical, soutenu par le royaume de Naples, n'a pas encore déployé toutes ses forces et la confrontation à négocier entre Lorenzo, Alphonse II et Girolamo Riario n'aboutit pas. Pendant ce temps, Ardinghelli, Spinelli et d'autres prieurs votent massivement contre la proposition de Lorenzo de renforcer l'armée de Guiscardi avec des hommes pour défendre les murs de Florence. Le Pape explique à Caterina Sforza, la fille de Galeazzo, qu'il n'a pas l'intention d'accepter la demande de son mari Girolamo Riario - c'est-à-dire d'attaquer Florence - mais qu'il entend plutôt attendre la population de la ville, affaiblie par une guerre presque permanente. situation et alors que la ville est sur le point d'être assiégée, soulevez-vous contre Lorenzo.
Lucrezia, quant à elle, a caché à son fils Lorenzo la nouvelle que le roi d'Angleterre n'a pas remboursé un important prêt que lui avait accordé la banque familiale et que, par conséquent, la banque Médicis se trouve désormais dans de graves difficultés financières. Bruno Bernardi, scribe habile et avisé devenu conseiller de Lorenzo, propose de créer le Conseil de Guerre des Dix, dans le but de gouverner à la place des Prieurs de Florence, afin de pouvoir renforcer l'armée de Guiscardi, mais Médicis ne le fait pas. veulent agir sans le consentement du peuple. Lorenzo demande à son ancienne amante Lucrezia Donati de persuader son mari Ardinghelli de changer d'avis, mais ce dernier n'abandonne pas sa position sur la question. Alors Lorenzo, avec Savonarole, discute des œuvres de Léonard de Vinci et le prêtre lui dit qu'il y a une épidémie de variole dans le couvent ; Lorenzo décide donc d'envoyer la famille à Pistoia avec Carlo et Angelo Poliziano, le professeur de ses enfants ; ici, Clarice accueille Bianca de Médicis, toujours exilée de Florence.

### Épisode 3:La porte du passé
- Italie : 3 décembre 2019 sur Rai 1
- États-Unis : 1er mai 2020 sur Netflix
- France : 16 avril 2020 sur Altice Studio

- Italie : 4,09 millions de téléspectateurs[1]

Royaume de Naples. Lorenzo rencontre le roi Ferrante, son fils Enrico et Ippolita Maria Sforza (son ancienne flamme et épouse du prince Alfonso, ainsi que sœur de Galeazzo Maria Sforza) et propose une grande alliance entre Florence et Naples, dans le but de dominer la péninsule grâce à la puissance économique des Médicis et des routes commerciales d'Aragon. Ferrante rencontre également Girolamo Riario, exigeant de lui le contrôle des 2/3 de tous les territoires de Florence, qui seraient placés sous la direction directe de son fils Alfonso. Entre les deux, Lorenzo et Riario, Ferrante ne choisit pas et décide de les garder tous les deux au palais, notamment Lorenzo est retenu en otage pendant une semaine sur demande de 50 000 forints en rançon, argent que sa mère Lucrezia ne parvient à trouver que en s'endettant davantage.

### Épisode 4:Le massacre de Ferrara
- Italie : 3 décembre 2019 sur Rai 1
- États-Unis : 1er mai 2020 sur Netflix
- France : 16 avril 2020 sur Altice Studio

- Italie : 3,60 millions de téléspectateurs[1]

Sept ans plus tard. Riario conquiert la ville de Ferrare où Tommaso Peruzzi, loyaliste de Lorenzo et membre du Conseil des Dix, est caché par la famille Soriano. Lorenzo décide d'organiser une conférence de paix, invitant également le roi de France. Le pape, quant à lui, s'inquiète des agissements de son neveu Girolamo et observe Botticelli alors qu'il crée une nouvelle fresque. Lucrezia est malade et dit à Clarice qu'elle souhaite laisser la gestion de la banque entre ses mains. Riario bloque les routes vers la mer, empêchant Florence de pouvoir s'approvisionner en sel et, ainsi, les Médicis paieront la différence pour l'approvisionnement temporaire en sel des mines de sel de Volterra. Lorenzo, par l'intermédiaire de Botticelli, rencontre Sixte IV à Rome et lui demande de venir à Florence pour la conférence de paix : le Pape, dans un premier temps, demande pardon pour le mal qu'il a fait aux Médicis mais ensuite, voyant que Lorenzo ne fait pas le de même pour avoir fait pendre Salviati, il refuse de se rendre dans la ville toscane pour ne pas se soumettre. Pendant ce temps, à Ferrare, Caterina Sforza fait sortir Tommaso Peruzzi. Savonarole, sous l'impulsion de Lorenzo, se présente comme prieur du couvent de San Marco et est élu. Lorenzo, comme objectif final, souhaite que son fils Giovanni devienne pape.
De nombreux habitants de Ferrare, parmi lesquels les Soriano, furent d'abord expulsés de la ville puis tués dans les bois par Riario : son intention était d'attirer les soldats florentins, qui ne furent cependant pas obligés d'intervenir pour ne pas tomber dans le piège qui les attendait. cela aurait déclenché la guerre ; seul Peruzzi sera sauvé par Vanni. Caterina s'en prend à Girolamo pour avoir été trompé, tandis que Carlo livre quelques portraits du massacre des sans défense au Pape, qui condamne Riario et accepte de venir à la conférence de paix, annonçant Bagnolo comme lieu de rendez-vous. Lucrezia remarque que Giulio a quitté le palais avec une épée pour se battre (et alimenter le désir de vengeance pour le meurtre de sa mère Fioretta), elle descend dans la rue pour le chercher en proie au délire - car elle craint qu'il ne le fasse. succombe comme son fils Giuliano – et, se cognant la tête contre le sol après avoir perdu l'équilibre, meurt ; après les funérailles, dont Lorenzo ne sait rien - puisqu'il est en voyage à Bagnolo - Giulio jette dans la rivière l'arme qu'en réalité il n'a même pas eu l'occasion d'utiliser.
Bagnolo, 7 août 1484. Étonnamment, Lorenzo, devant tous ceux présents à la conférence de paix, demande et obtient pardon du Pape pour avoir tué Mgr Salviati, bien qu'il ne soit pas vraiment repentant et qu'il veuille de toute façon sortir victorieux contre le Pontife. . La conférence aboutira à la signature du Traité de Paix de Bagnolo.

### Épisode 5:Le Saint-Siège
- Italie : 9 décembre 2019 sur Rai 1
- États-Unis : 1er mai 2020 sur Netflix
- France : 23 avril 2020 sur Altice Studio

- Italie : 4,10 millions de téléspectateurs[1]

Savonarole rapporte à Lorenzo que Riario veut influencer le résultat de l'élection du nouveau pape en soudoyant les cardinaux. À Rome, Lorenzo, Clarice et Carlo travaillent pour que le cardinal Giovanni Battista Cybo soit élu nouveau pape, un homme plus susceptible d'être conseillé par les Médicis et plus crédible, même si les favoris sont Nardini et Raffaele Riario. Girolamo, quant à lui, travaille à faire élire son cousin et, en échange, demande le commandement de l'armée papale, tandis que sa femme tente d'intimider Clarice, qui rencontre plusieurs cardinaux pour les amener du côté de les Médicis. Pendant ce temps, à Florence, Bruno Bernardi met Savonarole sous contrôle car ses prédications deviennent trop populaires.
Latino Orsini trahit sa nièce Clarice, soutenant l'élection de Riario comme pape ; la femme, déçue, quitte sa fête et, dans la rue, est kidnappée par les hommes de Caterina : Sforza lui fait comprendre qu'elle veut se débarrasser de son mari et lui donne un journal où elle a noté les secrets indicibles des cardinaux, coupable de toutes sortes de méfaits (amants secrets, enfants illégitimes relégués à la campagne, fonds volés...). Clarice est alors libérée, elle donne le journal à Lorenzo et lui apprend également que Lucrezia a remboursé les dettes de la banque en puisant en partie sur les fonds de la ville, dont certains sont même destinés à Cybo, pour remporter l'élection du nouveau pape. Les Médicis l'emportent donc, puisque Cybo sort victorieux du conclave et prend le nom de pape Innocent VIII.

### Épisode 6:Faux-semblants
- Italie : 9 décembre 2019 sur Rai 1
- États-Unis : 1er mai 2020 sur Netflix
- France : 23 avril 2020 sur Altice Studio

- Italie : 3,56 millions de téléspectateurs[1]

Clarice essaie, avec beaucoup de difficultés, de remettre de l'ordre dans ses comptes bancaires, tandis que Piero aimerait commencer à travailler pour la banque familiale. Savonarole continue de faire ses sermons et dit à la foule que le nouveau pape Innocent VIII a acheté la charge avec de l'or et non avec des prières. Ardinghelli, avec Spinelli, tente sans succès d'amener à ses côtés le prieur Girolamo Savonarola, afin d'utiliser sa popularité contre Lorenzo et, ensuite, au Conseil, il demande d'urgence un cadastre, pour estimer les fonds de la ville dans le but débusquer les Médecins quant à une éventuelle mauvaise utilisation de ces richesses. Clarice dit à Lorenzo que Lucrezia avait établi un deuxième ensemble de registres : elle volait de l'argent au Monte delle Doti et créait de faux revenus, cachant des preuves de l'argent prélevé sur le fonds de la ville. Tommaso s'occupe de dresser le cadastre avec l'aide du jeune Piero de' Medici ; sans l'argent du Pape, les crédits Médicis ne suffiront pas à combler les déficits. Pendant ce temps, Savonarola rassure Lorenzo en précisant qu'il n'a pas l'intention de se laisser entraîner par Ardinghelli.
Bruno Bernardi dit à Lorenzo que son frère Guido Battista (donc le vrai nom du conseiller de Lorenzo est Bruno Battista) est le porte-étendard de Sarzana, une ville qui pourrait rembourser une dette de 100 000 florins envers les Médicis ; Bernardi rencontre son frère, qui refuse cependant de restituer l'argent, grâce au soutien du nouveau pape également ligure et qui, à Carlo, confie qu'il se sent interpellé par Lorenzo. Après un long moment, Lorenzo retrouve ses amis Angelo Poliziano, Sandro Botticelli et Léonard de Vinci pour un dîner et propose au peintre florentin une place dans les jardins du Palais Médicis à Florence pour y tenir son académie artistique. Lorenzo se rend ensuite à Milan pour renforcer, de manière anti-française, l'alliance avec le jeune Gian Galeazzo Maria Sforza, fils de Galeazzo et demi-frère de Caterina, ainsi que neveu d'Ippolita et du régent Ludovico il Moro, également convaincant Sarzana de se joindre à eux ; Ludovico lui montre une catapulte de Léonard de Vinci, la nouvelle arme de guerre conçue par l'inventeur de la Renaissance et qui doit être perfectionnée pour pouvoir être utilisée. Botticelli exprime sa colère contre Savonarole, disant qu'il peint pour lui-même et non pour Lorenzo et même Léonard semble agacé par le fait que Médicis s'intéresse à ses inventions. Tommaso Peruzzi découvre le manque d'argent de Monte delle Doti et dit à Lorenzo qu'il soupçonne que le coupable soit le conseiller Bernardi.

### Épisode 7:Âmes perdues
Pour les articles homonymes, voir Âmes perdues (homonymie).
- Italie : 11 décembre 2019 sur Rai 1
- États-Unis : 1er mai 2020 sur Netflix
- France : 30 avril 2020 sur Altice Studio

- Italie : 3,53 millions de téléspectateurs[1]

Savonarole, lors d'un de ses sermons, suggère que Peruzzi a été tué et suggère à la foule choquée d'ouvrir les yeux. La nuit, au couvent de San Marco, les statues de Michel-Ange Buonarroti et d'autres artistes sont détruites par des vandales ; le lendemain matin, Lorenzo a l'occasion de rencontrer Michel-Ange, tandis que Botticelli, peu après, lui annonce qu'il n'acceptera pas sa demande d'enseigner dans les jardins de son palais, compte tenu des derniers événements. Lorenzo, discutant avec Bernardi des effets sur le peuple des sermons de Savonarole concernant la mort de Peruzzi, sur la suggestion de Bernardi lui-même, paiera 100 florins d'or à quiconque est en mesure de donner des informations sur la mort de Peruzzi : la mendiante Anna dit avoir vu le Les lunettes du meurtrier tombent alors qu'il quittait le bâtiment avec une cagoule, mais Médicis ne veut pas l'écouter et la liquide à la hâte, lui donnant l'argent promis en récompense. Carlo, à la demande de Lorenzo, parle avec le pape pour que Giovanni de Médicis devienne cardinal, même s'il n'a que 14 ans, mais Sa Sainteté s'y oppose, étant donné son trop jeune âge.
Le Palais Médicis est alors attaqué par des vandales, probablement des partisans de Savonarole, et Lorenzo, pour se sauver de l'incendie allumé par les criminels, s'abaisse de la fenêtre et tombe en se blessant ; aussitôt soigné, il avoue à Clarice qu'il est gravement malade. Le Conseil des Dix demande alors à Girolamo Savonarola de renoncer à son travail d'instigateur du peuple et de cesser de fomenter davantage de troubles dans la ville, tandis que le Prieur Savonarola, en réponse, dit qu'il fera ce que sa conscience et Dieu lui disent, en espérant que celui qui a tué Peruzzi sera jugé. La santé de Lorenzo commence lentement et inexorablement à décliner, également à cause de la peste héréditaire de la famille, la goutte, une grave maladie métabolique, caractérisée par des crises récurrentes d'arthrite et qui avait déjà touché son père ; il dit à Clarice qu'elle sera chef de famille, en attendant que Piero soit prêt.

### Épisode 8:Le destin de la Cité
- Italie : 11 décembre 2019 sur Rai 1
- États-Unis : 1er mai 2020 sur Netflix
- France : 30 avril 2020 sur Altice Studio

- Italie : 3,31 millions de téléspectateurs[1]

Les funérailles de Clarice sont célébrées dans l'indifférence la plus absolue de la ville et, en pratique, en présence uniquement de sa famille (dont Bianca de' Medici, revenue pour l'occasion) et de Lucrezia Donati, tandis que Botticelli, désormais en conflit ouvert avec Lorenzo , s'arrête à la porte. A la sortie de la cérémonie funéraire, Médicis, soutenu par sa sœur, trébuche et, aussitôt après, Savonarole en profite pour annoncer au peuple sa mort imminente, demandant que les Dix soient remplacés par un Conseil Général du Peuple avant son sermon dominical ; le Prieur dit à Lorenzo qu'il ne peut pas arrêter les gens, car il connaît sa maladie et lui conseille de penser à son âme avant qu'il ne soit trop tard. Lorenzo, sous la pression de Bruno Bernardi, décide de faire éliminer Savonarola avant le sermon et, après quelques doutes, semble également avoir le soutien de sa sœur Bianca et de son fils Piero.
Vendredi. A cinq milles de la ville, Lorenzo, pour accomplir la tâche, engage le mercenaire Guiscardi, celui qui l'avait trahi avec Riario ; Cependant, à l'extérieur de l'auberge, Piero attaque verbalement son père pour avoir accepté l'assassinat de Tommaso Peruzzi et pour avoir planifié l'assassinat de Savonarola. Pendant ce temps, Bastiano Soderini, membre des Dix, rassure Bianca sur le soutien du Conseil à Lorenzo, même après l'éventuel assassinat de Savonarole. Bernardi, quant à lui, prépare l'embuscade avec ses hommes.
Samedi. Piero dit à son cousin Giulio qu'il arrêtera son père. Bianca, s'adressant à Bernardi, dit qu'elle ne croit pas que son frère aurait emprunté cette voie sans avoir été conseillé par lui ; le messager assure que, le moment venu, il saura également bien conseiller Piero. Michelangelo Buonarroti, quant à lui, travaille pour Lorenzo sur la bataille des Centaures.
Dimanche. Guiscardi conclut un accord avec Bernardi, mais la première tentative d'embuscade échoue en raison d'une erreur d'identité et Savonarole atteint ainsi la Loggia. Lorenzo comprend comment il a été prévenu par Piero et, pour cette raison, gronde son fils ; Giulio prévient son oncle que commettre ce meurtre équivaudrait à frapper Dieu, mais Lorenzo ne veut pas y réfléchir et, avec sa famille, se rend au sermon. Sur la place, Lorenzo se rachète en écoutant le discours prononcé par Savonarole devant la foule et, in extremis, déjoue l'embuscade d'un soldat ainsi que le coup de couteau de Bernardi, qui reçoit ensuite des coups de pied par le peuple présent au sermon. , tandis que les soldats de Guiscardi et les Médicis disparaissent rapidement de la scène.
8 avril 1492. Le chaos règne désormais à Florence : le Conseil des Dix est dissous avec sa propre résolution, Bernardi est pendu sur la place pour avoir tenté d'assassiner Savonarole et, en outre, les statues des jardins du couvent de San Marco sont détruites. devant un Michel-Ange incrédule. Lorenzo - couché dans son lit, après que son état de santé s'est soudainement aggravé - fait venir Savonarole au palais pour demander pardon à Dieu avant de mourir et se faire administrer l'extrême-onction ; le dominicain lui reproche d'avoir répandu la corruption comme la peste et dit que le Seigneur lui a ordonné de tout détruire, dans une fureur iconoclaste, pour que personne ne se souvienne de ses jardins ni des noms de tous les artistes, dont les œuvres deviendront poussière . Lorenzo répond en disant que ce qui s'est passé à Florence ne pourra jamais être effacé. À l'extérieur de la pièce, Piero confronte le frère, lui disant que la ville est peut-être la sienne aujourd'hui, mais qu'il n'oubliera jamais les Médicis. Au moment de son décès, Lorenzo, après avoir dit au revoir à Botticelli, est entouré de sa famille et leur recommande de toujours rester unis. Diverses œuvres artistiques sont alors brûlées sur la place et Michel-Ange, tenant la Bataille des Centaures, désespère des ravages commis, tandis que Botticelli observe avec émotion sa Naissance de Vénus, réconforté par Giovanni dans le moment douloureux.